# Felipe Meligeni Alves
Felipe Meligeni Rodrigues Alves (ur. 19 lutego 1998 w Campinas) – brazylijski tenisista, reprezentant kraju w Pucharze Davisa, zwycięzca juniorskiego US Open 2016 w grze podwójnej.

## Kariera tenisowa
W 2016 roku w parze z Juanem Carlosem Aguilarem zwyciężył w finale juniorskiego US Open, pokonując w finale parę Félix Auger-Aliassime-Benjamin Sigouin 6:3, 7:6(4).
W grze podwójnej wygrał dwa turnieje cyklu ATP Tour. Ponadto wygrał trzy singlowe i osiem deblowych turniejów rangi ATP Challenger Tour oraz cztery singlowe i szesnaście deblowych turniejów rangi ITF.
W rankingu gry pojedynczej najwyżej był na 129. miejscu (19 czerwca 2023), a w klasyfikacji gry podwójnej na 75. pozycji (20 czerwca 2022).

### Finały w turniejach ATP Tour
| Legenda                                      |
| -------------------------------------------- |
| Wielki Szlem                                 |
| Igrzyska olimpijskie                         |
| Tennis Masters Cup / ATP Finals              |
| ATP Masters Series / ATP Tour Masters 1000   |
| ATP International Series Gold / ATP Tour 500 |
| ATP International Series / ATP Tour 250      |

#### Gra podwójna (2–0)
| Końcowy wynik | Nr | Data           | Turniej  | Nawierzchnia | Partner      | Przeciwnicy                       | Wynik finału   |
| ------------- | -- | -------------- | -------- | ------------ | ------------ | --------------------------------- | -------------- |
| Zwycięzca     | 1. | 28 lutego 2021 | Córdoba  | Ceglana      | Rafael Matos | Romain Arneodo Benoît Paire       | 6:4, 6:1       |
| Zwycięzca     | 2. | 26 lutego 2022 | Santiago | Ceglana      | Rafael Matos | André Göransson Nathaniel Lammons | 7:6(8), 7:6(3) |

### Zwycięstwa w turniejach ATP Challenger Tour

#### Gra pojedyncza
| Końcowy wynik | Nr | Data              | Turniej   | Nawierzchnia | Przeciwnik               | Wynik finału     |
| ------------- | -- | ----------------- | --------- | ------------ | ------------------------ | ---------------- |
| Zwycięzca     | 1. | 29 listopada 2020 | São Paulo | Ceglana      | Frederico Ferreira Silva | 6:2, 7:6(1)      |
| Zwycięzca     | 2. | 17 lipca 2022     | Jassy     | Ceglana      | Pablo Andújar            | 6:3, 4:6, 6:2    |
| Zwycięzca     | 3. | 18 czerwca 2023   | Lyon      | Ceglana      | Alexander Ritschard      | 6:4, 0:6, 7:6(7) |

#### Gra podwójna
| Końcowy wynik | Nr | Data              | Turniej    | Nawierzchnia | Partner             | Przeciwnicy                                       | Wynik finału      |
| ------------- | -- | ----------------- | ---------- | ------------ | ------------------- | ------------------------------------------------- | ----------------- |
| Zwycięzca     | 1. | 23 listopada 2020 | Guayaquil  | Ceglana      | Luis David Martínez | Sergio Martos Gornés Jaume Munar                  | 6:0, 4:6, 10–3    |
| Zwycięzca     | 2. | 29 listopada 2020 | São Paulo  | Ceglana      | Luis David Martínez | Rogério Dutra Silva Fernando Romboli              | 6:3, 6:3          |
| Zwycięzca     | 3. | 17 lipca 2021     | Jassy      | Ceglana      | Orlando Luz         | Hernán Casanova Roberto Ortega Olmedo             | 6:3, 6:4          |
| Zwycięzca     | 4. | 31 lipca 2021     | Triest     | Ceglana      | Orlando Luz         | Antoine Hoang Albano Olivetti                     | 7:5, 6:7(6), 10–5 |
| Zwycięzca     | 5. | 4 września 2021   | Como       | Ceglana      | Rafael Matos        | Luis David Martínez Andrea Vavassori              | 6:7(2), 6:4, 10–6 |
| Zwycięzca     | 6. | 13 listopada 2021 | Montevideo | Ceglana      | Rafael Matos        | Ignacio Carou Luciano Darderi                     | 6:4, 6:4          |
| Zwycięzca     | 7. | 20 listopada 2021 | Campinas   | Ceglana      | Rafael Matos        | Gilbert Klier Junior Matheus Pucinelli de Almeida | 6:3, 6:1          |
| Zwycięzca     | 8. | 30 kwietnia 2022  | Tigre      | Ceglana      | Guillermo Durán     | Luciano Darderi Juan Bautista Torres              | :6, 6:4, 10–3     |

### Finały juniorskich turniejów wielkoszlemowych

#### Gra podwójna (1–0)
| Końcowy wynik | Nr | Data             | Turniej            | Nawierzchnia | Partner             | Przeciwnicy                            | Wynik finału |
| ------------- | -- | ---------------- | ------------------ | ------------ | ------------------- | -------------------------------------- | ------------ |
| Zwycięzca     | 1. | 10 września 2016 | US Open, Nowy Jork | Twarda       | Juan Carlos Aguilar | Félix Auger-Aliassime Benjamin Sigouin | 6:3, 7:6(4)  |